# 下妻博
下妻 博（しもづま ひろし、1937年1月13日 - 2015年11月15日）は、日本の実業家。鹿島アントラーズ・エフ・シー取締役。元住友金属工業代表取締役社長。

## 来歴
北海道旭川市出身。1960年東京大学文学部社会学科を卒業し、同年、住友金属工業（現・日本製鉄）に入社。主に営業畑を歴任し、1989年に取締役経営企画部長就任。その後常務・専務・副社長を経て、2000年、社長に就任した。鉄鋼不況で株価が額面割れするなど住金の経営危機を乗り切るべく、2002年に新日本製鐵（新日鉄）、神戸製鋼所と三社間資本提携を締結。海外戦略では同年にイギリス・オランダ系の鉄鋼メーカー、コーラスと技術提携を結んだ。
住金の業績悪化の要因となっていた和歌山製鉄所は上工程部門を住金鋼鉄和歌山とし分社。また和歌山の熱間圧延工場を休止し、合理化を進めた。同じく不採算事業となっていたステンレス部門は新日鉄との合弁会社、新日鐵住金ステンレス (NSSC) とし、子会社の住友金属システムソリューションズはキヤノングループへ売却。住金のスリム化、経営資源の集中を推進した。折りしも原油価格の上昇で住金の主力事業であるシームレス鋼管の採算が改善し、鋼材価格の世界的な高騰も追い風となって2005年度決算では過去最高益を達成した。2005年6月より会長に就任している。
豊富な営業経験を背景に住金営業の強みと弱みを踏まえ、NSSCの例のように弱点分野を新日鉄と一体化する路線を築いた。2006年には建築用鋼材分野の子会社が日鐵住金建材、日鉄住金鋼板へと統合されている。その一方で住金の強みであるパイプやエネルギー開発用厚鋼板、自動車用鋼板といった高級品分野への特化を進めた。破綻の危機に瀕していた住金を蘇らせた中興の祖とも評される。
2010年6月、役員報酬額が約1億3400万円であることが開示された。
2015年11月15日、神奈川県川崎市の病院にて死去｡78歳没｡。

## 人物
北海道札幌南高等学校時代は野球部に所属したスポーツマン。趣味もスポーツ観戦で、都市対抗野球の新日鐵住金鹿島戦でも東京ドームへ応援に駆けつけるほどである。サッカーでは鹿島アントラーズファン。大和ハウス工業会長兼CEOの樋口武男とは30代からの知り合いで、親しい間柄である。

## 略歴
- 1960年 住友金属工業入社
- 1988年 同社薄板第一部長
- 1989年 同社取締役
- 1992年 同社常務取締役
- 1994年 同社専務取締役
- 1996年 同社取締役副社長
- 1999年 同社代表取締役副社長
- 2000年 同社代表取締役社長
- 2001年 関西経済連合会副会長
- 2005年 同社代表取締役会長
- 2007年 関西経済連合会会長
- 2012年 鹿島アントラーズ・エフ・シー取締役
- 2015年 死去。